# Little Samson
Little Samson (известная в Японии как 聖鈴伝説LICKLE или Seirei Densetsu LICKLE) — видеоигра в жанре платформера, разработанная компанией Takeru/Sur de Wave и изданная Taito в 1992 году эксклюзивно для игровой консоли NES. Taito выпустила игру на пике популярности приставки, рассчитывая сделать из неё хит, однако продажи шли не очень успешно, и в настоящее время игра малоизвестна.

## Игровой процесс
Особенностью игры является наличие четырёх игровых персонажей, каждый из которых обладает уникальными способностями. Первые четыре уровня проходятся каждым героем по отдельности, что позволяет игроку ознакомиться с их сильными и слабыми сторонами; во всех последующих уровнях игрок может в любой момент переключаться между героями.
Игра имеет систему паролей, обеспечивающий прямой доступ к различным уровням.

## Сюжет
История, рассказываемая в игре, незамысловата. Разыгравшаяся буря освободила из заточения тёмного принца, который решает захватить весь мир. Судьба королевства под угрозой, и король шлёт четырём героям приказ явиться к нему во дворец. С этого момента начинается игровая часть, в которой игроку предстоит собрать героев во дворце и вести их дальше в освободительный поход.